# Herrschaftsgericht Sugenheim
Das Herrschaftsgericht Sugenheim war ein Herrschaftsgericht zweiter Klasse der Freiherren von Seckendorff zu Sugenheim. Es wurde am 29. Oktober 1813 als Mannlehen des Königreichs Bayern genehmigt und bestand von 1813 bis 1820 als administrative Einheit des Rezatkreises.

## Lage
Das Herrschaftsgericht grenzte an die Landgerichte Markt Bibart, Neustadt an der Aisch und  Windsheim. 

## Geschichte
Dem Herrschaftsgericht ging die Herrschaft Sugenheim voraus. Sie übte das Hochgericht und die Dorf- und Gemeindeherrschaft über Deutenheim, Dutzenthal, Ezelheim, Hürfeld, Rüdern und Sugenheim aus. Gegen Ende des 18. Jahrhunderts hatte es grundherrliche Ansprüche über 197 Anwesen: Deutenheim (1), Dutzenthal (1), Ezelheim (50), Hohholz (13), Hürfeld (7), Ingolstadt (5), Obernesselbach (1), Rüdern (8) und Sugenheim (111).
Im Rahmen des Gemeindeedikts wurde 1811 das Steuerdistrikt Sugenheim gebildet. Zu diesem gehörten Deutenheim, Dutzenthal, Ezelheim, Hürfeld und Rüdern. 1813 wurde die Ruralgemeinde Sugenheim gebildet, die deckungsgleich mit dem Steuerdistrikt war. Mit dem Zweiten Gemeindeedikt (1818) wurde die Ruralgemeinde aufgespalten in
- Deutenheim mit Dutzenthal;
- Ezelheim;
- Sugenheim mit Hürfeld und Rüdern.[4]

Insgesamt gab es 1234 Einwohner, die sich auf 314 Familien verteilten und in 245 Anwesen wohnten.
1818 wurde das Herrschaftsgericht in ein Patrimonialgericht I. Klasse umgewandelt.